# Lul (Künstlergruppe)
Die Gruppe Lul (hebräisch חבורת לול / „Chawurat Lul“ bzw. Havurat Lul; „Hühnerstall“) war eine beliebte israelische Komikergruppe, die sich 1969 gründete und die hauptsächlich in den frühen 1970er Jahren bis in die 1980er Jahre von Tel Aviv aus aktiv war und die israelische Kultur stark beeinflusste. 

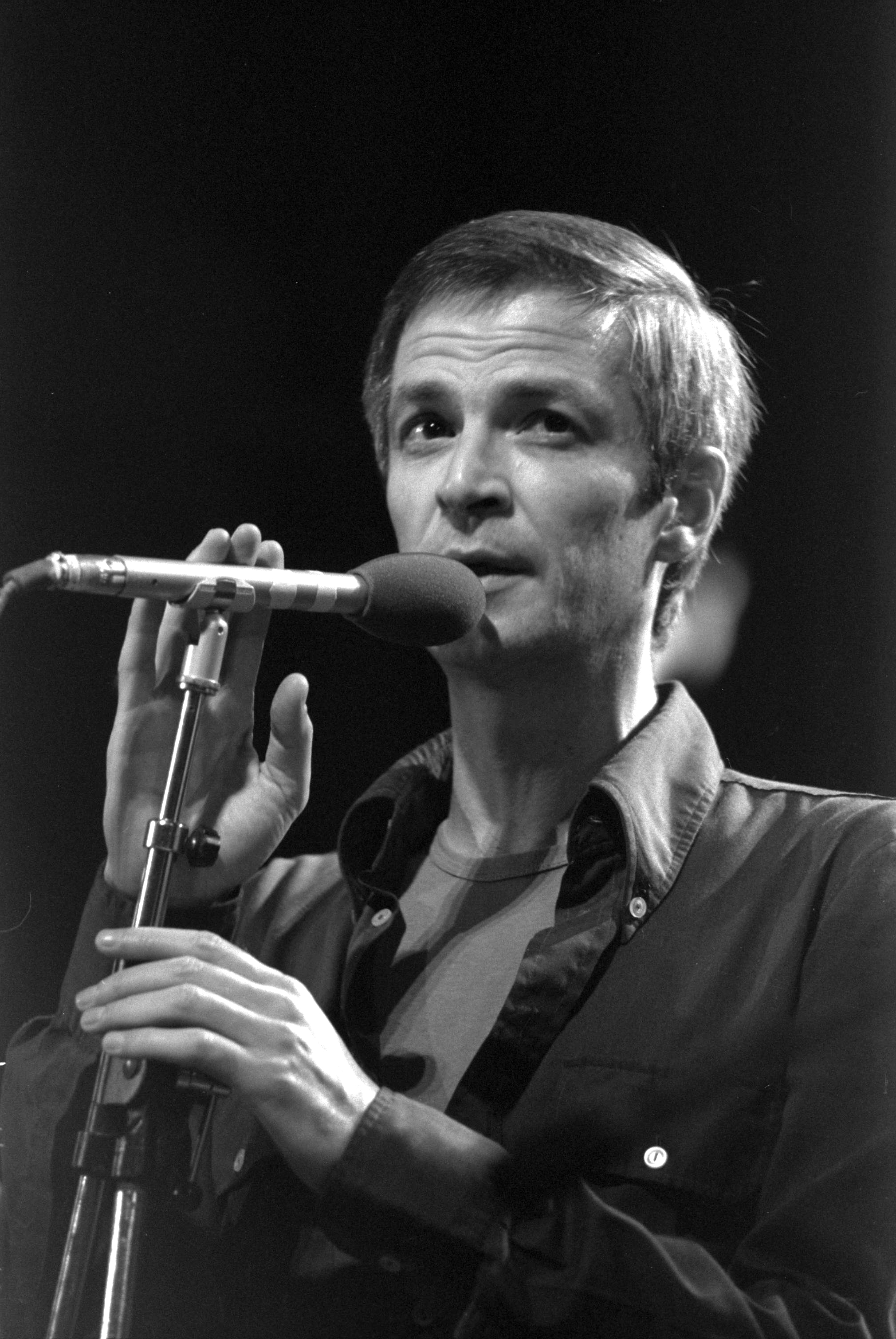
Arik Einstein (1979)

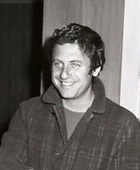
Uri Zohar

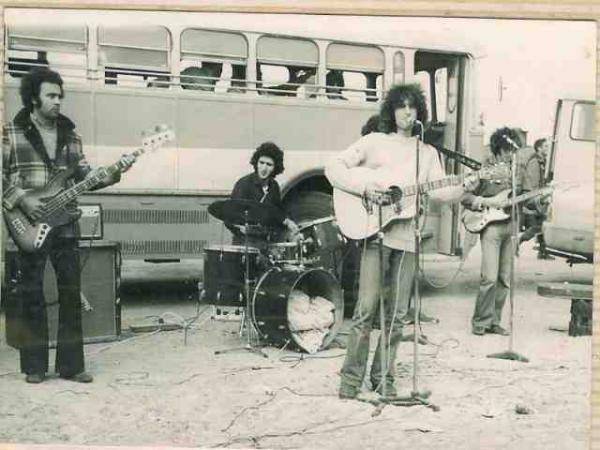
Mitglieder der Gruppe Lul, darunter Shalom Hanoch (am Mikrofon) und Miki Gabrielov (links), treten während des Jom-Kippur-Krieges vor Soldaten auf

Sie machte Filme, TV-Shows, Sketche und Musikalben, ein großer Teil der Lieder der Gruppe wurde unter hebräischen israelischen Sängern populär. Die Gruppe bestand aus mehreren Komikern, darunter Uri Zohar, der später Rabbiner wurde, und Arik Einstein, der ein beliebter israelischer Sänger und Schauspieler war. Weitere Mitglieder der Künstlergruppe waren Shalom Hanoch, Zvi Shisel, Yehonatan Geffen, Boaz Davidson und andere Personen. Die Gruppe ist vergleichbar mit der englischen Komikergruppe Monty Python.
Die Gruppe war bekannt für ihren respektlosen und satirischen Humor, der sich oft über die israelische Gesellschaft, Politik und Kultur lustig machte. Zu ihren berühmtesten Sketchen gehören der Bibelquiz-Sketch über den Bibelwettbewerb Hidon HaTanakh in seinem ehemaligen Format als internationaler Wettbewerb für Erwachsene, das Arik Einstein und Uri Zohar dazu inspiriert hat, und der Anfang der 1970er Jahre im Unterhaltungsprogramm ausgestrahlt wurde. Das Verhalten mancher Israelis gegenüber Zuzüglern (siehe Alija) inspirierte sie zum Alija-Sketch.
Trotz ihres Erfolgs und ihrer Popularität löste sich die Gruppe Ende der 1980er Jahre auf, da einige der Mitglieder andere Karrieren oder Interessen verfolgten. Ihr Vermächtnis als Pioniere der israelischen Comedy lebt jedoch weiter.
Die Mitglieder von Lul sind auch nach dem Ende der Gruppe in verschiedenen Bereichen der Unterhaltungsindustrie tätig geblieben und haben in Filmen, TV-Serien und Bühnenproduktionen mitgewirkt.
Eine Fernsehshow „Lul“ („Hühnerstall“) lief 1970–1973 im israelischen Fernsehen.